# Psocodea
Psocodea — таксономічна група комах, що включає короїдних, книжкових і паразитичних вошей. Раніше він вважався надрядом, але зараз ентомологи вважають його рядом. Попри значну різницю зовнішнього вигляду паразитичних вошей (Phthiraptera), вважається, що вони еволюціонували з колишнього ряду Psocoptera, який містив короїдних і книжкових вошей, які зараз визнані парафілетичними. Їх часто вважають найпримітивнішими з геміптероїдів. Psocodea містить близько 11 000 видів, поділених на чотири підряди та понад 70 родин.